# 側室
側室（そくしつ）とは、一夫多妻制の下の身分の高い階層における夫婦関係において、夫たる男性の本妻である正室に対する概念で、本妻以外の公的に認められた側妻や妾にあたる女性を指す。

## 側室の実態の多様性
本来は正室の位置づけが「家族の一員」であるのに対し、側室の位置づけは「使用人」である。この点で「本妻＝正室」が家族の一員であるのとは厳密には異なる。
男女の情や同居人同士の親近感、その家の当主や家政の方針が絡んでくるため、上述の区分けは厳密には守られない事が多く、時代や身分によって正室と側室との関係は多様であり、君主と下僕のような厳格な差があったケースから、まるで実の姉妹のように扱いに大差がないケースまで色々であった。儒教倫理に基づく建前としては「正室が一人で側室が複数」が正格であったが、日本では側室を複数あるいは一人もちながら正室を置かなかった例や、正室のみで側室を置かなかった例、複数の正室を置いて側室をもたなかった例などがあり、側室の置き方は一定していない。
歴史学者の福田千鶴は今日知られる「側室」概念が登場するのは、1615年に制定された武家諸法度によって大名の婚姻が将軍の許可制とされ、大名の正式な妻（正室）が1名とする一夫一妻制が明確化されて、それが全ての武家階級に広まった以降のこととする（それ以前でも武家法における慣習法では武士の婚姻に主君の許可が必要と考えられていた）。それ以降でも、法的に妻としての身分が与えられない妾は複数持つことが出来たが、子供を産むなどの事情によって法的には妾でありながら内々で妻の扱いを受けたのが「側室」の始まりであるとする。反対に言えば、1615年以前の武士は許される状況であれば妻を複数を持っていても問題にされず、2番目以降の妻は「次妻」「別妻」と称されていたという（勿論、これとは別に妾身分も存在していた）。従って、徳川家康あるいはそれ以前の歴史上の人物に「側室」概念をそのまま持ち込むことは問題があるとしている。例えば、豊臣秀吉の正室は浅野寧（豊臣吉子）であるが、浅井茶々・京極龍・前田摩阿・三の丸殿（織田氏/蒲生氏）の4名は前後の違いはあるけれど法的には寧と同格の「妻」であり、他の女性とは区別が存在したという。それが江戸時代以降の武家の一夫一妻制の概念に基づいて寧以外の4名は「側室」と貶められたのだという。黒田基樹も従来は武田信玄の側室として理解されてきた禰津御寮人について、正室である三条の方がいるにもかかわらず祝言を上げたとする記録（『甲陽日記』天文11年12月15日条）が残されており、彼女と同格として扱われた諏訪御寮人共々信玄の「別妻」であったとしている。
中国の諸王朝では正室である皇后が死去、または何らかの理由により正室の身分を剥奪されて正妻が存在しなくなると、継室として新しく皇后を立てるが、この際新たに迎えるのではなくその時点で多数いる側室の中から事実上の格上げとして新たに選ばれる場合がほとんどである。しかし日本においてはこの例は基本的に存在せず、新しく迎えるかそのまま正妻を置かないままである。このように正室と側室の身分の差は厳然としており、また側室が子を生んだ場合の側室本人の扱いも時代や身分によって大きく異なるが、側室出生の子が後継者になる際には、名義上は正室の養子という形式にされていた。
例えば、江戸時代の皇室では、側室は出産後、わが子を抱く間もなくただちに子と切り離され、本人の身分は低いままに置かれ、御役御免になって追放されることすらあり、自由に我が子に会うことも出来なかった。その一方、江戸時代の将軍家の大奥においてはまったく逆に、男子を出産した側室は「御部屋様」、女子出産の場合は「御腹様」として主人扱いとなった。しかし、側室の産んだ男子が世継ぎになった場合、生母である側室は重く見られ、時には正室の力を凌駕して奥向きの権力構造だけではなく、家中そのものの権力支配構造を左右することもあった。徳川将軍家でも世継ぎはほぼ側室所生の男子であるため、時として次代将軍の生母・現将軍の生母などが大いに権勢を奮う場合が多かった。徳川家では将軍には30人、大名には10人、旗本には5人の妾を持つことが許されており、たとえば11代将軍家斉の側室は分かっているだけでも30人を超えた。側室は子を生しても使用人という身分は変わらず、主の血を引いた子とはあくまで主人と家来の関係であるため、母が子にかしづき、子は母を名で呼ぶなど決まりがあった。また、参勤交代を義務付けられていた大名も国元に「御国御前」と称される側室を置いたが、お家騒動の原因になることもあって、基本的に側室には権力を持たせないようにしていた。
さらに、明治時代に入り、共に側室の子である大正天皇・貞明皇后夫妻においてはヨーロッパ諸外国を手本とした近代化の中でそれまでの側室のありかたにも変化が生じ、一夫一婦制のヨーロッパ諸外国王室と同様に側室をおかず正室である皇后のみとなり、また皇子が4人誕生したため側室を持つ必要性が無くなった。
皇太子裕仁親王（後の昭和天皇）は、摂政就任後の1922年（大正11年）1月22日、宮内大臣牧野伸顕を呼び寄せ、女官の通勤制に始まる後宮改革を提案した。この意見に基づき、女官は既婚（未亡人）で通勤が認められるようになり、昭和期にも維持された。
即位した昭和天皇・香淳皇后夫妻には連続して4人の皇女が生まれたため、元宮内大臣・田中光顕は側室制度の復活を目論みたものの天皇にその意思が無く、計画は頓挫した。なお、戸籍法における「妾」は、皇室における一夫一婦制度の確立に先立つ1898年（明治31年）に廃止されている。

## 男系男子の維持
儒教において、直系の男子が先祖の祭祀を守ることが重視された。また、婚姻制度にも、子孫繁栄・男系相続者の存在が重要視される。古代中国では正室が生んだ長男子を「伯」といったが、側室の生んだ男子の方が年長である場合その長男子を「孟」といった。
一夫一妻制の下では、女性一人が生涯に出産出来る子供の数は限られる。また、妻の健康状態・不妊・夫婦の不仲問題から、子が出来ないこともある。そのため、男系男子の子孫が安定的に確保出来るとは限らない。その問題を防ぐため、かつては側室を持つことにより、男系男子の子孫を絶やさないことが重視された。